# Alain Mimoun
Pour les articles homonymes, voir Mimoun.
Alain Mimoun, né Ali Mimoun Ould Kacha le 1er janvier 1921 à Maïder, dans l'arrondissement du Telagh, dans le département d'Oran, en Algérie française, et mort le 27 juin 2013 à Saint-Mandé, dans le Val-de-Marne, est un athlète français.
Il compte 32 titres de champion de France dans plusieurs disciplines de course (5 000 m et 10 000 m notamment) et porte à 86 reprises le maillot tricolore dans des compétitions internationales, ce qui constitue un record. Il est devenu légendaire dans sa discipline pour avoir gagné, entre autres titres, le marathon des Jeux olympiques d'été de 1956 à Melbourne.

## Biographie

### Famille
Il est l'aîné d'une famille de modestes agriculteurs comptant sept enfants. Le père d'Ali Mimoun Ould Kacha, Mohamed, est saisonnier agricole et sa mère, Halima Saket, tisse des couvertures pour gagner sa vie,.
Il se marie le 11 juin 1956 à Germaine Roubenne (1930-2013), avec qui il a une fille, Pascale-Olympe.

### Jeunesse
Il se destine à une carrière d’instituteur selon les vœux de sa mère. Il obtient le certificat d’études primaires avec mention « Bien », mais on lui refuse malgré tout une bourse, sésame que l'on réserve avant tout aux enfants de colons. Scandalisé par cette situation, il annonce alors à sa mère son désir de quitter l'Algérie pour s'installer en métropole afin de garantir sa totale intégration en tant que citoyen français.
Le 4 janvier 1939, au début de la Seconde Guerre mondiale, tout juste âgé de 18 ans, il signe un engagement dans le 6e régiment de tirailleurs algériens, et est envoyé sur la frontière belge. Après la débâcle, en 1940, il se livre à la pratique du sport : au football, au cyclisme, et enfin à la course à pied. Son régiment étant cantonné à Bourg-en-Bresse, il assiste par hasard à une démonstration de course à pied dans le stade Louis-Parant où il décide de s'entraîner. Là, le président du club d'athlétisme local, Henry Villard, le remarque.
Il participe au championnat départemental de l'Ain et remporte l'épreuve du 1 500 mètres. De retour en Algérie, à Alger, au 19e régiment du génie (caserne Lemercier à Hussein Dey), il est affecté à une compagnie de sapeurs démineurs. Il intègre l'équipe de cross-country de l'unité, puis combat contre l'Afrika Korps lors de la campagne de Tunisie (novembre 1942 - mai 1943) sous les ordres du général Giraud. Il participe notamment à la bataille d'El Guettar dans des conditions particulièrement éprouvantes.
Dès juillet 1943, il participe à la campagne d'Italie comme caporal dans le 83e bataillon du génie, au sein de la 3e division d'infanterie algérienne du Corps expéditionnaire français commandé par le général Juin. Grièvement blessé au pied par un éclat d'obus lors de la bataille du mont Cassin, le 28 janvier 1944, il évite de justesse l'amputation de la jambe gauche préconisée par les médecins américains et est soigné à l'hôpital français de Naples, qui lui évite cette épreuve, puis participe au débarquement de Provence (15 août 1944). Son bataillon y gagnera la croix de guerre avec quatre citations. Démobilisé en 1946, il reçoit deux propositions de club : le Stade français, qui lui promet un appartement à Boulogne, et le Racing Club de France, qui lui offre un poste de garçon de café à la Croix-Catelan. Il donne son accord au premier puis, finalement, signe avec le second. Aussi, le Stade français le fait suspendre jusqu'en 1947. Il s'installe à la Croix-Catelan et habite un modeste deux-pièces au 127, avenue Simon-Bolivar à Paris.

### Avant 1956

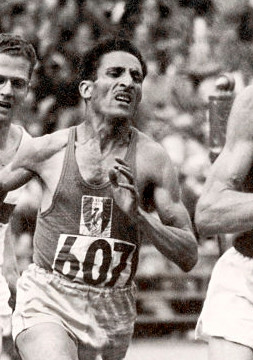
Alain Mimoun lors des Jeux olympiques de 1952.

Mimoun domine nettement la course de fond en France dès 1947 et enlève, cette année-là, ses premiers titres de champion de France sur les 5 000 et 10 000 mètres. Il croise également le Tchécoslovaque Emil Zátopek (1922-2000), qui devient rapidement son ami, à l'occasion d'un match international à Prague, le 16 août 1947. Les oppositions Zátopek-Mimoun tournent le plus souvent à l'avantage de la « locomotive tchèque », au sommet de son art entre 1948 et 1952. Mimoun doit ainsi se contenter de trois médailles d'argent olympiques lors de cette période : sur 10 000 mètres aux JO de Londres en 1948 et sur 10 000 et 5 000 mètres aux JO d'Helsinki en 1952, chaque fois derrière Zátopek. Il en va de même aux championnats d'Europe en 1950, où il termine second derrière Zátopek sur 5 000 et 10 000 mètres.
Après les titres nationaux gagnés en 1947, Mimoun en accumule nombre d'autres : sur 5 000 mètres en 1949, 1951, 1952, 1953, 1954, 1955 et 1956 (record), du 10 000 mètres en 1947, 1949, 1950, 1951, 1952, 1953, 1954, 1955, 1956, en cross-country en 1950, 1951, 1952, 1954, 1956, 1959.
En 1949, il remporte le cross national organisé par la ville de Mézidon (Calvados), victoire qu'il renouvelle en 1959 en gagnant devant Abdeslam Radi.
Il est élu champion des champions français par le journal L'Équipe en 1949.
Aux Jeux méditerranéens de 1951 et de 1955, il remporte le 5 000 et le 10 000 mètres. À la date de 1956, il détenait conjointement les huit records de France des 2 miles, 3 miles, 5 000 m, 6 miles, 10 000 m, 15 000 m, 20 km et de l'heure.
Très affecté par les événements liés à la guerre d'Algérie, il refusera cependant de prendre parti pour un des deux camps. Ses affinités politiques gaullistes lui permettent néanmoins de faire libérer son beau-frère, un activiste qui participait aux manifestations parisiennes du début des années 1960. Il ne reviendra d'ailleurs sur le sol natal qu'en 1988 pour rendre visite à sa mère. Trop « pro-français », il devait savoir qu’il n’y était pas le bienvenu.
Né musulman, Alain Mimoun est un fervent catholique converti en 1955 après qu'un ami l'a emmené en voyage à Lisieux sur les pas de sainte Thérèse ; le champion olympique s’est fait construire une chapelle dans le cimetière de Bugeat, en Corrèze, d'où son épouse était originaire.
C'est Alain Mimoun qui permit au grand sportif oublié Boughera El Ouafi d'être rappelé en 1956 au souvenir des Français, lui permettant ainsi d'être réhabilité dans l'histoire du sport.

### Le marathon olympique de 1956
Malgré ce copieux palmarès, la presse française pensait que Mimoun n'était pas au niveau pour disputer au Tchèque Emil Zátopek la victoire lors du marathon olympique de 1956. Mais la presse ignorait alors que Zátopek avait été opéré un mois plus tôt d'une hernie et que Mimoun, après une ultime séance d'entraînement sur 30 km sur le parcours du marathon, était très affûté. Mimoun ne promit pas la victoire à son entraîneur : « Vous savez, je ne promets rien. Je ferai seulement mon possible pour aller jusqu'au bout », mais très sensible aux « signes » du destin, il était persuadé qu'il allait gagner. Les signes, souvent évoqués par Mimoun après la course, étaient multiples aux yeux du fondeur français. Il portait le dossard numéro 13. La course débuta à 15 h 13. La veille de la course, il apprend par télégramme qu'il est père d'une petite fille qu'il prénomme Olympe. Pour Mimoun, qui dispute le premier marathon de sa carrière, la victoire de 1956 devait revenir aux Français, qui l'avaient déjà emportée en 1900 et 1928 (1928 + 28 = 1956).

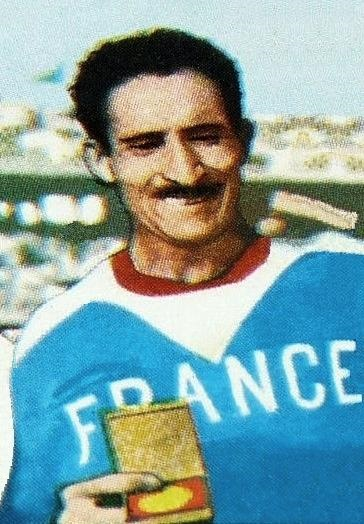
Mimoun vainqueur du marathon des JO de Melbourne, 1956.

Le 1er décembre 1956, après un faux départ, seul cas de ce type sur un marathon olympique, les quarante-cinq concurrents, représentant vingt-trois nations, s'élancent sous une chaleur accablante (36 °C à l'ombre) pour les 42,195 km du parcours. Un groupe de treize hommes se dégage après quinze kilomètres. Il n'en reste plus que cinq au passage des vingt kilomètres. L'Américain John J. Kelley donne une tape dans le dos de Mimoun pour l'inviter à le suivre. Mimoun et Kelley s'appréciaient, et les deux hommes s'échappent. Après quelques minutes d'efforts intensifs de Kelley, Mimoun prend le relais, et lâche Kelley. Il se trouve seul en tête alors que la marque de mi-parcours n'est pas encore franchie. Un instant, Mimoun pense à se laisser rejoindre par ses poursuivants, puis choisit finalement de faire la course à son rythme, en profitant du tracé du parcours pour jauger l'allure de ses adversaires, qu'il croisait après avoir passé le piquet marquant la moitié du parcours. Il constate que Kelley est à la peine et quand il croise les deux Soviétiques, il prend le temps de leur faire un petit signe pour les chambrer… Exténués, ils n'ont pas la force de répondre. Il croise ensuite Zátopek, qui n'a pas sa foulée habituelle. Il comprend alors que Zátopek ne gagnera pas ce marathon.
Le dernier quart du parcours est difficile pour Mimoun qui s'insulte afin de s'obliger à poursuivre. Sa foulée devient de plus en plus courte. Il demanda, à 12 kilomètres de l'arrivée, où étaient situés ses poursuivants, mais personne ne lui communiqua l'information. Tout lui pesait, même le simple mouchoir blanc protégeant sa tête du soleil. Il le jeta et fut revigoré quand il s'aperçut qu'une jeune fille blonde se précipitait pour ramasser cette relique. La foule australienne lui criait : « Very good! Very good!  » mais ne lui donnait aucune indication sur l'écart avec ses poursuivants. Quand il aperçoit le mât du stade olympique, à plus de trois kilomètres de la ligne d'arrivée, il accélère la cadence. Il entre dans le Melbourne Cricket Ground à 17 h 37 sous les ovations de 120 000 spectateurs (« Cette ovation, c'était comme une bombe atomique », précise-t-il) et devient ainsi champion olympique du marathon, épreuve qu'il remporte en 2 h 25, devant le Yougoslave Franjo Mihalić et le Finlandais Veikko Karvonen.
À l'arrivée, Mimoun se précipite vers son ami Zátopek : « Tu ne me félicites pas Emil ? » Sixième à l'arrivée et complètement exténué, Zátopek pensait que Mihalic était le vainqueur. Son visage s'éclaira quand Mimoun lui annonça la nouvelle. Il se mit alors au garde-à-vous, retira sa casquette et félicita le vainqueur : « Alain, je suis heureux pour toi »,. Et ils s'enlacèrent pendant de longues secondes. C'était la dernière fois que ces deux-là s'alignaient sur la même course.
À l'aéroport d'Orly, Mimoun est accueilli en héros par une foule considérable et porté en triomphe. Déjà désigné champion des champions français par le journal L'Équipe en 1949, il connaît de nouveau cet honneur en décembre 1956.

### Après 1956

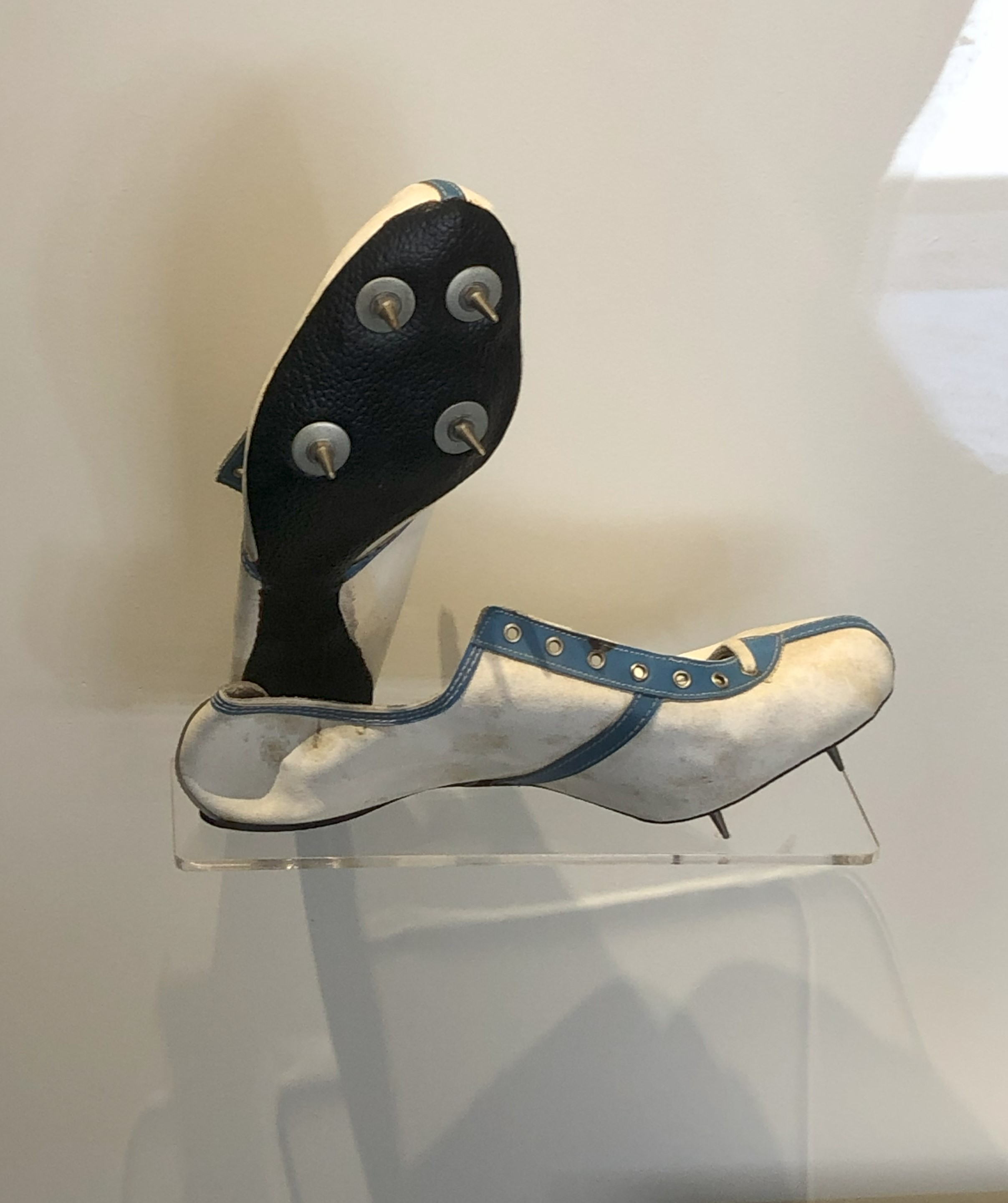
Chaussures d'Alain Mimoun

Mimoun poursuit sa domination sur le fond français en remportant d'autres titres nationaux sur 10 000 mètres en 1957, 1958 et 1959, et de cross-country en 1959.
Il remporte Sedan-Charleville en 1959 et 1960.
Malgré son âge, il tient à défendre son titre à Rome en 1960, et compte un total de 86 sélections en équipe de France A (record toujours valide).
En 1960, il lance la création du Centre d'entraînement sportif national de Bugeat en Corrèze (devenu l'« Espace 1000 Sources Alain Mimoun »).
Après les accords d'Évian qui mènent à l'indépendance algérienne en 1962, Mimoun, alors ressortissant d'Algérie vivant en France, enregistre officiellement sa « reconnaissance de nationalité française » le 20 juin 1963. S'il reste un « Algérien de cœur », la France, dira-t-il, est sa « mère patrie ».
En 1966, à 45 ans, il remporte son dernier titre national, au marathon, après ceux de 1958, 1959, 1960, 1964 et 1965 (record national, devant Fernand Kolbeck 5 titres). Au total, ce seront 32 titres nationaux et 20 records de France à son actif.
Le 25 septembre 2002 à Argenteuil, il assiste à l'inauguration du 50e stade portant son nom, dans le département du Val-d'Oise.
La ville de Vincennes lui a décerné la médaille d'honneur de la ville[réf. souhaitée].
Il a couru longtemps de dix à quinze kilomètres par jour à Champigny-sur-Marne dans le Val-de-Marne où il résidait depuis de nombreuses années. Les dernières années il se promenait dans le parc du Tremblay proche de chez lui, admiré et respecté par tous.
Admis à l'hôpital militaire Bégin à Saint-Mandé, il y meurt dans la soirée du 27 juin 2013,. Un hommage national lui a été rendu en la voix du président de la République François Hollande le 8 juillet dans la cour d'honneur des Invalides à Paris avant des obsèques prévues le lendemain à Bugeat en Corrèze. Un bâtiment de l’hôpital militaire porte maintenant son nom « Halle Caporal Alain Mimoun ».

Alain Mimoun signait ses autographes E.E.D, soit « Espérance en Dieu ».

## Principaux résultats sportifs

### International
| Date | Compétition           | Lieu       | Résultat | Épreuve  | Performance     |
| ---- | --------------------- | ---------- | -------- | -------- | --------------- |
| 1948 | Jeux olympiques       | Londres    | 2e       | 10 000 m | 30 min 47 s 4   |
| 1950 | Championnats d'Europe | Bruxelles  | 2e       | 5 000 m  | 14 min 26 s 0   |
| 1950 | Championnats d'Europe | Bruxelles  | 2e       | 10 000 m | 30 min 21 s 0   |
| 1951 | Jeux méditerranéens   | Alexandrie | 1er      | 5 000 m  | 14 min 38 s 3   |
| 1951 | Jeux méditerranéens   | Alexandrie | 1er      | 10 000 m | 31 min 07 s 9   |
| 1952 | Jeux olympiques       | Helsinki   | 2e       | 5 000 m  | 14 min 07 s 4   |
| 1952 | Jeux olympiques       | Helsinki   | 2e       | 10 000 m | 29 min 32 s 8   |
| 1955 | Jeux méditerranéens   | Barcelone  | 1er      | 5 000 m  | 14 min 27 s 6   |
| 1955 | Jeux méditerranéens   | Barcelone  | 1er      | 10 000 m | 30 min 23 s 6   |
| 1956 | Jeux olympiques       | Melbourne  | 12e      | 10 000 m | 30 min 18 s 0   |
| 1956 | Jeux olympiques       | Melbourne  | 1er      | Marathon | 2 h 25 min 0 s  |
| 1958 | Championnats d'Europe | Stockholm  | 7e       | 10 000 m | 29 min 30 s 6   |
| 1960 | Jeux olympiques       | Rome       | 34e      | Marathon | 2 h 31 min 20 s |

- Cross des nations : vainqueur en individuel en 1949, 1952, 1954 et 1956 ; vainqueur par équipes en 1946, 1947, 1949, 1950, 1952, 1956.
- Champion d'Afrique du Nord de cross-country en 1942

### National

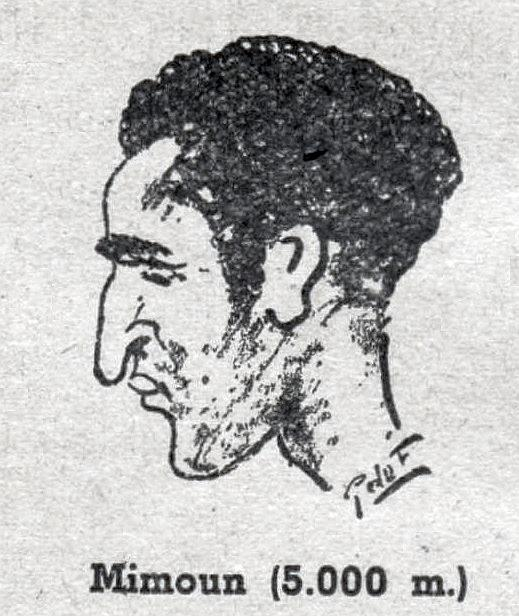
Alain Mimoun en août 1947, par G. de F.

- Championnats de France (piste et route) :
  - 5 000 m : 8 titres (1947, 1949, 1951, 1952, 1953, 1954, 1955 et 1956)
  - 10 000 m : 12 titres (1947, 1949, 1950, 1951, 1952, 1953, 1954, 1955, 1956, 1957, 1958 et 1959)
  - Marathon : 6 titres (1958, 1959, 1960, 1964, 1965 et 1966)
- Championnats de France de cross-country
  - 6 titres : (1950, 1951, 1952, 1954, 1956 et 1959).

## Records
| Épreuve  | Performance   | Lieu      | Date              |
| -------- | ------------- | --------- | ----------------- |
| 3 000 m  | 8 min 22 s 0  |           | 1962              |
| 5 000 m  | 14 min 07 s 4 | Helsinki  | 24 juillet 1952   |
| 10 000 m | 29 min 13 s 4 |           | 1956              |
| Heure    | 19 364 m      |           | 1956              |
| Marathon | 2 h 25 min 0  | Melbourne | 1er décembre 1956 |

En 2022, il est toujours le recordman de France vétérans du 10 000 m (M45) depuis 1966 en 30 min 16 s 8.

## Distinctions
Alain Mimoun a été décoré de la Légion d'honneur par quatre présidents :
- Chevalier de la Légion d'honneur (1956) par René Coty, après son exploit à Melbourne (lauréat la même année du Prix Henri Deutsch de la Meurthe de l'Académie des sports, récompensant un fait sportif pouvant entraîner un progrès matériel, scientifique ou moral pour l’humanité).

- Officier de la Légion d'honneur (1972) par Georges Pompidou (à titre militaire, dans la cour des Invalides, recevant les honneurs du 501e RCC)
- Commandeur de la Légion d'honneur (1999) par Jacques Chirac.
- Grand officier de la Légion d'honneur (2008) par Nicolas Sarkozy[23].
- Chevalier de l'ordre national du Mérite
- Croix de guerre 1939–1945
- Croix du combattant volontaire
- Croix du combattant[24]
- Médaille coloniale - agrafe Tunisie 42-43[24]
- Médaille commémorative française de la guerre 1939–1945 - agrafes Allemagne, Libération, Italie et Afrique[24]
- Médaille commémorative de la campagne d'Italie (1943–1944)[24]
- Insigne des blessés militaires[24]
- Médaille de l'éducation physique et des sports, échelon or[24]
- Gloire du sport.

Alain Mimoun a aussi été félicité par la presse sportive :
- Champion des champions de L'Équipe en 1949 et 1956
- En 1999, les lecteurs de la revue Athlétisme l'ont élu « athlète français du siècle » devant Marie-José Pérec, Guy Drut ou encore Michel Jazy.
- Décembre 2012 : pour la soirée des Champions du journal L'Équipe, il a reçu le trophée de Champion des champions de légende.
- À ce jour[Quand ?], une centaine de rues, de stades et d'écoles portent son nom[25], une salle d'hospitalisation au sein du Groupe hospitalier Pitié-Salpêtrière (Assistance publique - Hôpitaux de Paris), dédiée à la "réhabilitation respiratoire" (réentraînement à l'effort) de patients insuffisants respiratoires ainsi qu'une salle de réunion au ministère des Sports.
- L'astéroïde (41213) Mimoun porte également son nom.

## Hommage et postérité
- Le centre sportif Alain-Mimoun est le nom du complexe sportif localisé dans le 12e arrondissement de Paris près du bois de Vincennes.
- Le camp caporal Alain-Mimoun est un camp militaire provisoire installée sur la pelouse de Reuilly en vue des Jeux olympiques et paralympiques de Paris 2024

## Vidéographie
- La Légende d'Alain Mimoun, 60 minutes, documentaire réalisé par Benjamin Rassat et raconté par Alain Mimoun
- Frères d'armes - Alain Mimoun, série Frères d'armes, film-portrait raconté par Marie-Jo Perec, co-réalisé par Pascal Blanchard et Rachid Bouchareb, 2016, 2 minutes.
- Champions de France - Alain Mimoun, série Champions de France, film-portrait raconté par Thomas Ngijol, co-réalisé par Pascal Blanchard et Rachid Bouchareb 2016, 2 minutes[voir en ligne]

### Représentations artistiques
La pièce de théâtre Mimoun et Zatopek, écrite et mise en scène par Vincent Farasse, publiée chez Actes sud-Papiers en 2020, créée en novembre 2018 au Nest, CDN de Thionville-Grand Est, dans une mise en scène de l'auteur, et interprétée par Ali Esmili, évoque la vie et la carrière d'Alain Mimoun, croisée avec celle d'Emil Zatopek.
1. ↑  « La chronique théâtre de jean-Pierre Léonardini. Des intimités à vif dans l’Histoire », sur L'Humanité, 21 juin 2020 (consulté le 15 février 2021)
2. ↑  « Metz. Mimoun et Zatopek mardi : « Les comédiens sont des athlètes affectifs » », sur www.republicain-lorrain.fr (consulté le 15 février 2021)